# Ана Белен
А́на Беле́н (исп. Ana Belén), настоящее имя Мария дель Пилар Куэста Акоста (исп. María del Pilar Cuesta Acosta; родилась 27 мая 1951 года в Мадриде) — испанская актриса театра, кино и телевидения, певица, кинорежиссёр. Шестикратный лауреат премии Fotogramas de Plata.

## Биография
Родилась в небогатой семье повара и консьержки, с детства увлекалась пением и брала частные уроки сольфеджио. В 1966 году вышел первый фильм с её участием, «Сампо и я», в котором Ана исполнила 6 песен. На съёмках фильма познакомилась с актёром и будущим руководителем Национального театра Испании Мигелем Нарросом, который пригласил её играть у него. На съёмках фильма «Недуг» режиссёра Гонсало Суареса Белен познакомилась с актёром и музыкантом Виктором Мануэлем, за которого вышла замуж в 1972 году в Гибралтаре. У них двое детей: сын Давид (р. 1976) и дочь Марина (р. 1983).
Благодаря Виктору Мануэлю Ана сделала карьеру певицы. В 1973 году вышел её первый альбом, песни которого были написаны на слова и музыку Виктора Мануэля. Лишь в 1991 году она записала свой первый альбом, Como una novia, в работе над которым её муж не принимал участия. В 1998 году к столетию Федерико Гарсии Лорки Ана выпустила два альбома с его песнями и стихами, положенными на музыку.
За свою долгую актёрскую карьеру Ана Белен снялась в более чем 30 фильмах, была удостоена многих международных и национальных премий. Пять раз была номинирована на главную кинопремию Испании, «Гойя», четырежды как лучшая актриса и один раз за лучший режиссёрский дебют (в 1991 году она сняла свой первый и пока единственный фильм «Как быть женщиной и при этом не погибнуть»). В 1986 году Ана стала кавалером французского Ордена искусств и литературы, в 1995 году была награждена золотой медалью Киноакадемии Испании.

## Избранная фильмография
| Год  | Фильм                                     | Оригинальное название                     | Роль               |
| ---- | ----------------------------------------- | ----------------------------------------- | ------------------ |
| 1966 | Сампо и я                                 | Zampo y yo                                | Ана Белен          |
| 1971 | Испанки в Париже                          | Españolas en París                        | Изабель            |
| 1972 | Недуг                                     | Morbo                                     | Алисия             |
| 1974 | Любовь капитана Брандо                    | El amor del capitán Brando                | Аврора             |
| 1982 | Рой                                       | La соlmena                                | Викторита          |
| 1982 | Демоны в саду                             | Demonios en el jardín                     | Ана                |
| 1985 | Двор фараона                              | La corte de Faraón                        | Мари Пили/Лота/Сул |
| 1987 | Дом Бернарды Альбы                        | La casa de Bernarda Alba                  | Адель              |
| 1988 | Мисс Карибы                               | Miss Caribe                               | Алехандра          |
| 1989 | Полёт голубки                             | El vuelo de la paloma                     | Палома             |
| 1991 | Как быть женщиной и при этом не погибнуть | Cómo ser mujer y no morir en el intento   | Режиссёр           |
| 1993 | Идеальный супруг                          | El marido perfecto                        | Наташа             |
| 1993 | Тиран Бандерас                            | Tirano Banderas                           | Лупита             |
| 1994 | Турецкая страсть                          | La pasión turca                           | Desideria Oliván   |
| 1996 | Анархистки                                | Libertarias                               | Пилар              |
| 1996 | Опасности любви                           | El amor perjudica seriamente la salud     | Диана              |
| 2004 | То, ради чего стоит жить                  | Cosas que hacen que la vida valga la pena | Ортенсия           |
| 2016 | Королева Испании                          | La reina de España                        | Ана                |